# Peristylus spiralis
Peristylus spiralis är en orkidéart som beskrevs av Achille Richard. Peristylus spiralis ingår i släktet Peristylus och familjen orkidéer. Inga underarter finns listade i Catalogue of Life.